# Madagascar 3: Thần tượng châu Âu
Madagascar 3: Thần tượng châu Âu (tên tiếng Anh: Madagascar 3: Europe's Most Wanted, với tên ngắn gọn là Madagascar 3) là bộ phim hoạt hình hài hước năm 2012 của Mỹ, được định dạng 3D, sản xuất bởi hãng DreamWorks Animation và được phát hành bởi hãng Paramount Pictures. Đây là phần thứ ba là phần mới nhất của loạt phim, với hai tập trước là Madagascar (2005) và Madagascar 2 (2008), và là bộ phim đầu tiên được định dạng 3D trong loạt phim. Bộ phim được đạo diễn bởi Eric Darnell, Tom McGrath và được công chiếu rộng rãi trên toàn thế giới vào ngày 8 tháng 6 năm 2012. Madagascar 3 ra mắt đầu tiên vào ngày 18 tháng 5 trước công chúng tại Liên hoan phim Cannes 2012 tại Pháp.

## Tựa đề tiếng Anh
Tựa đề tiếng Anh Madagascar 3: Europe's Most Wanted dịch ra đúng nghĩa là Madagascar 3: những kẻ bị truy nã nhất châu Âu. Hai từ "Most Wanted" trong tựa đề không có nghĩa là "được mong muốn nhất" hay "thần tượng" mà là "những kẻ cần bị giao nộp nhất". Trong phim, Alex, Marty, Melman, và Gloria đang cố tìm cách trở về nhà ở Thành phố New York. Nhưng lần này, chuyến đi đã đưa họ đến châu Âu và chính tại đây họ bị đội trưởng đặc trách kiểm soát động vật của Monaco là Chantel DuBois săn đuổi gắt gao.

## Cốt truyện
Bộ phim là phần tiếp theo của phần hai, Madagascar 2. Khi cả bốn con thú: Alex (sư tử), Marty (ngựa vằn), Melman (hươu cao cổ) và Gloria (hà mã) đã về đến châu Phi, Alex gặp cơn ác mộng rằng tất cả sẽ bị kẹt lại châu Phi mãi mãi và không được về quê mình là Thành phố New York nữa. Thế là cả bọn cùng nảy ý tưởng tới Monte Carlo (Monaco) để xin Hội Cánh cụt cấp máy bay về lại New York.
Tại Monte Carlo, Hội Cánh cụt và hai con tinh tinh (Mason và Phil) đóng giả làm Vua của Versailles đến sòng bạc và cả bọn đều thắng tất cả số tiền tại sòng bạc. Đến khi đó, Alex đã đến và xin lỗi Hội Cánh cụt, và Hội Cánh cụt đã đồng ý. Nhưng chuyện khốn đốn thay khi Trưởng ban An ninh Động vật của Monaco (DuBois) biết tin và bà ta muốn săn đầu sư tử, do đó đã lùng sục tìm Alex khắp nơi. Hội Cánh cụt cấp máy bay nhưng đến quãng đường sắt ở châu Âu thì bị vỡ tan tành, và cả Alex, Marty, Melman, Gloria, Hội cánh cụt và tinh tinh giả vờ làm diễn viên xiếc để lên tàu, và tất cả diễn viên trên tàu đều đồng ý đi nhờ đoàn tàu lửa của gánh xiếc. Trên tàu lại xuất hiện thêm nhiều nhân vật mới, là các diễn viên xiếc, với các nhân vật chủ chốt: Vitaly (một con hổ đực Nga, đóng vai trò nhảy vòng), Gia (báo đốm cái, vai lộn nhào), Stefano (hải cẩu Ý, thổi kèn, bắn đại bác), Sonya (gấu cái, người tình của Stefano). Hành trình của cả đoàn là tới Roma (Ý), Luân Đôn (Anh) và New York (Mỹ). Đến đây, Hội Cánh cụt dành ra số tiền thắng cược trong sòng bài để mua gánh xiếc, nhưng buổi biểu diễn dở tệ và lộn xộn khiến Alex rất ngạc nhiên.
Buổi tối, Stefano tiết lộ lý do mà đoàn xiếc bị thất bại như vậy. Anh ta kể rằng do Vitaly bị thương khi lộn vòng qua chiếc nhẫn (bị bỏng), do đó Vitaly không có hứng thú làm xiếc nữa. Hơn nữa, anh ta (Vitaly) là "linh hồn" của gánh xiếc, luôn làm gánh xiếc sáng tạo, đổi mới. Do đó, từ lúc đó cả đoàn không thể có cảm hứng làm việc được nữa. Thế là Alex đã trực tiếp truyền cảm hứng cho gánh xiếc và làm cả gánh xiếc thích thú, hoạt động hết công sức. Do vậy, khi tàu cập bến Luân Đôn, cả đoàn đã có một buổi trình diễn ấn tượng và được Chủ Gánh xiếc ở New York đồng ý cho lưu diễn tại đấy. Nhưng không may, mụ đàn bà Trưởng ban Động vật vẫn theo đuổi, và bà cầm tờ báo trên mạng có ghi "Central Park Lion's Still Missing" (Chú Sư tử tại Công viên Trung tâm vẫn đang mất tích) kèm theo mấy mũi tên tẩm thuốc ngủ. Nhưng lần này, mụ ta cũng bị đánh bay xa. Không may, tờ giấy lọt vào tay Gia và cô cùng các diễn viên xiếc đã trách móc rằng Alex và cả bọn đã lừa dối đoàn xiếc và đuổi họ về Công viên Trung tâm.
Sau đó, Trưởng ban Động vật đã có mặt tại Công viên Trung tâm, ẩn nấp và tới khi Alex tới nơi, mụ bắn thuốc ngủ vào tất cả. Hội Cánh cụt biết tin, bèn bàn bạc chiến dịch giải cứu với gánh xiếc.
Cùng lúc đó, mụ Trưởng ban chưa kịp giết Alex, thì các nhân viên an ninh của Công viên chạy ra và tin rằng mụ là người giải cứu Alex về New York. Do đó, mụ được ban thưởng hậu hĩnh với số tiền 1.000.000 đô la Mỹ. Nhưng mụ vẫn không buông tha cho Alex. Mụ cầm mũi tên có tẩm thuốc độc liều mạnh, cho vào găng tay cổ động và chĩa vào Alex chực bắn. Rất may, đoàn xiếc đã đến kịp thời và giải cứu. Trong lúc đó, mụ Trưởng ban bị "gậy ông đập lưng ông" khi bị bắn mũi tên tẩm thuốc ngủ và trước đó, Alex thực hiện kiểu lộn nhào "Americano" (theo tiếng Tây Ban Nha nghĩa là "Mỹ") và làm cho mụ Trưởng ban đau điếng.
Sau khi giải cứu, Alex quyết định đi theo rạp xiếc cùng Melman, Marty và Gloria, để lại mụ Trưởng ban trên con tàu chở hàng đi Madagascar.

## Lồng tiếng
Sau đây là danh sách những người lồng tiếng chủ chốt trong Madagascar 3
| Nhân vật, chức vụ                                                           | Người lồng tiếng                                          | Nguồn |
| --------------------------------------------------------------------------- | --------------------------------------------------------- | ----- |
| Alex, sư tử, nhân vật chính trong phim                                      | Ben Stiller                                               | [ 6 ] |
| Marty, ngựa vằn đực, bạn của Alex, nhân vật chính                           | Chris Rock                                                | [ 6 ] |
| Melman, hươu cao cổ đực, bạn của Alex, người yêu của Gloria, nhân vật chính | David Schwimmer                                           | [ 6 ] |
| Gloria, hà mã cái, người yêu của Melman, nhân vật chính                     | Jada Smith                                                | [ 6 ] |
| DuBois, Trưởng ban An ninh Động vật Monaco, nhân vật chính                  | Frances McDormand                                         | [ 2 ] |
| Skipper, Trưởng Hội Cánh cụt                                                | Tom McGrath                                               | [ 7 ] |
| Mason và Phil, hai con tinh tinh                                            | Conrad Vernon (chỉ cho Mason, Phil không được lồng tiếng) | [ 2 ] |
| Vitaly, diễn viên lộn vòng của gánh xiếc, con hổ của Nga                    | Bryan Cranston                                            | [ 8 ] |
| Gia, báo đốm, diễn viên nhào lộn                                            | Jessica Chastain                                          | [ 8 ] |
| Stefano, hải cẩu Ý, bắn đại bác và thổi kèn                                 | Martin Short                                              | [ 8 ] |

Ngoài ra còn sự góp giọng của Danny Jacobs, Vinnie Jones, Steve Jones, Nick Fletcher, Daniel O'Connor... trong vai những chú chó của rạp xiếc, các thành viên trong Hội Cánh cụt... và nhiều vai diễn khác.

## Công chiếu
Bộ phim được công chiếu đầu tiên trước công chúng ngày 18 tháng 5 năm 2012 tại Liên hoan phim Cannes 2012 tại Pháp và được công chiếu rộng rãi trên các rạp chiếu phim trên toàn thế giới vào ngày 8 tháng 6.

## Nhạc phim
Album nhạc phim Madagascar 3: Europe's Most Wanted được phát hành vào ngày 5 tháng 6 năm 2012 bởi Hans Zimmer.
| STT              | Nhan đề                           | Phổ nhạc         | Người trình diễn  | Thời lượng |
| ---------------- | --------------------------------- | ---------------- | ----------------- | ---------- |
| 1.               | "New York City Surprise"          | Hans Zimmer      |                   | 3:05       |
| 2.               | "Gonna Make You Sweat"            |                  | Danny Jacobs      | 2:15       |
| 3.               | "Wannabe"                         |                  | Danny Jacobs      | 2:37       |
| 4.               | "Game On"                         | Hans Zimmer      |                   | 3:12       |
| 5.               | "Hot In Herre"                    |                  | Danny Jacobs      | 2:27       |
| 6.               | "We No Speak Americano"           | Yolanda Be Cool  | Yolanda Be Cool   | 4:29       |
| 7.               | "Light The Hoop On Fire!"         | Hans Zimmer      |                   | 3:10       |
| 8.               | "Fur Power!"                      | Hans Zimmer      |                   | 2:18       |
| 9.               | "Non, je ne regrette rien"        |                  | Frances McDormand | 1:13       |
| 10.              | "Love Always Comes As A Surprise" | Peter Asher      | Peter Asher       | 3:21       |
| 11.              | "Rescue Stefano"                  | Hans Zimmer      |                   | 5:51       |
| 12.              | "Firework"                        | Katy Perry       | Katy Perry        | 3:46       |
| 13.              | "Afro Circus/I Like to Move It"   |                  | Chris Rock        | 2:41       |
| Tổng thời lượng: | Tổng thời lượng:                  | Tổng thời lượng: | Tổng thời lượng:  | 40:25      |